# Zviáhel
Zviáhel (en ucraniano: Звягель, pronunciado /ˈzwjɑɦelʲ/; anteriormente Novohrad-Volinski) es una ciudad de Ucrania perteneciente a la óblast de Zhytómyr.
Es la capital del raión de Zviáhel, pero no pertenece al mismo. En 2022 tiene una población estimada de 55 086 habitantes.
La ciudad es famosa por ser el lugar de nacimiento de Lesya Ukrainka, una de las escritoras más importantes de la literatura ucraniana.

## Historia

### Edad Media y Moderna
La localidad fue mencionada en la Crónica de Galitzia y Volinia en el año 1256 con el nombre de Zviáhel. El asentamiento original era un pueblo ruteno de la Tierra de Bólojiv situada en la orilla derecha del río Sluch. En 1257 fue arrasado por Daniel de Galitzia.
La siguiente mención del asentamiento data de 1432; había sido reconstruido río arriba en la ribera izquierda. A partir del siglo XIV formó parte del Gran Ducado de Lituania y perteneció a la familia principesca (kniaz) Zwiahelski. Entre 1501 y 1554 perteneció a la familia principesca Ostrogski, y en 1507 Konstanty Ostrogski construyó allí un castillo. Tras la formación del voivodato de Volinia, formó parte del condado de Lutsk. Tras la Unión de Lublin de 1569, pasó a pertenecer a la Corona de Polonia. Durante la Rebelión de Jmelnitski, los cosacos destruyeron parte de la fortificación de la ciudad y quemaron la iglesia católica. En el siglo XVIII, perteneció a la familia principesca Lubomirski.
En 1795, fue renombrada a Novohrad-Volynsky tras la anexión de territorios de la Mancomunidad de Polonia y Lituania por parte del Imperio ruso poco después de la tercera partición de Polonia.

### SigloXX
Históricamente era una ciudad con una importante población de judíos, que a principios de siglo XX formaban la mitad de la población de la ciudad. La décima parte de la población judía fue masacrada por pogromo en 1918-1920. En 1941-1942, los Einsatzgruppen nazis asesinaron a la mayoría de los judíos supervivientes.

### Renombramiento
Tras la Declaración de Independencia de Ucrania, hubo varios intentos de renombrar la ciudad.
El 31 de marzo de 2022, el ayuntamiento de la ciudad retiró la letra Z, una referencia al nombre Zviáhel, de la campana del escudo de armas. Esto se debió al uso generalizado de esta letra por parte del ejército ruso durante la invasión rusa de Ucrania de 2022, convirtiéndola en un símbolo de propaganda en Rusia.
Se retomó la cuestión del renombramiento de la ciudad en abril de 2022. El 16 de junio, el ayuntamiento aprobó renombrar a ciudad a Zviáhel con 22 votos a favor, cuatro en contra y cuatro abstenciones. El cambio de nombre debía ser aprobado posteriormente por el Consejo Regional de Zhytómyr y finalmente por la Rada Suprema de Ucrania, que así lo hizo el 16 de noviembre de 2022.

## Demografía
Según el censo de 2001, la mayoría de la población de Zviahel era hablante de ucraniano (89.37%), existiendo una minoría de hablantes de ruso (10.01%).

## Homenajes
Con motivo del 750 aniversario de la fundación de la ciudad en 2007, el asteroide (175636) Zvyagel fue nombrado en su honor.

## Patrimonio

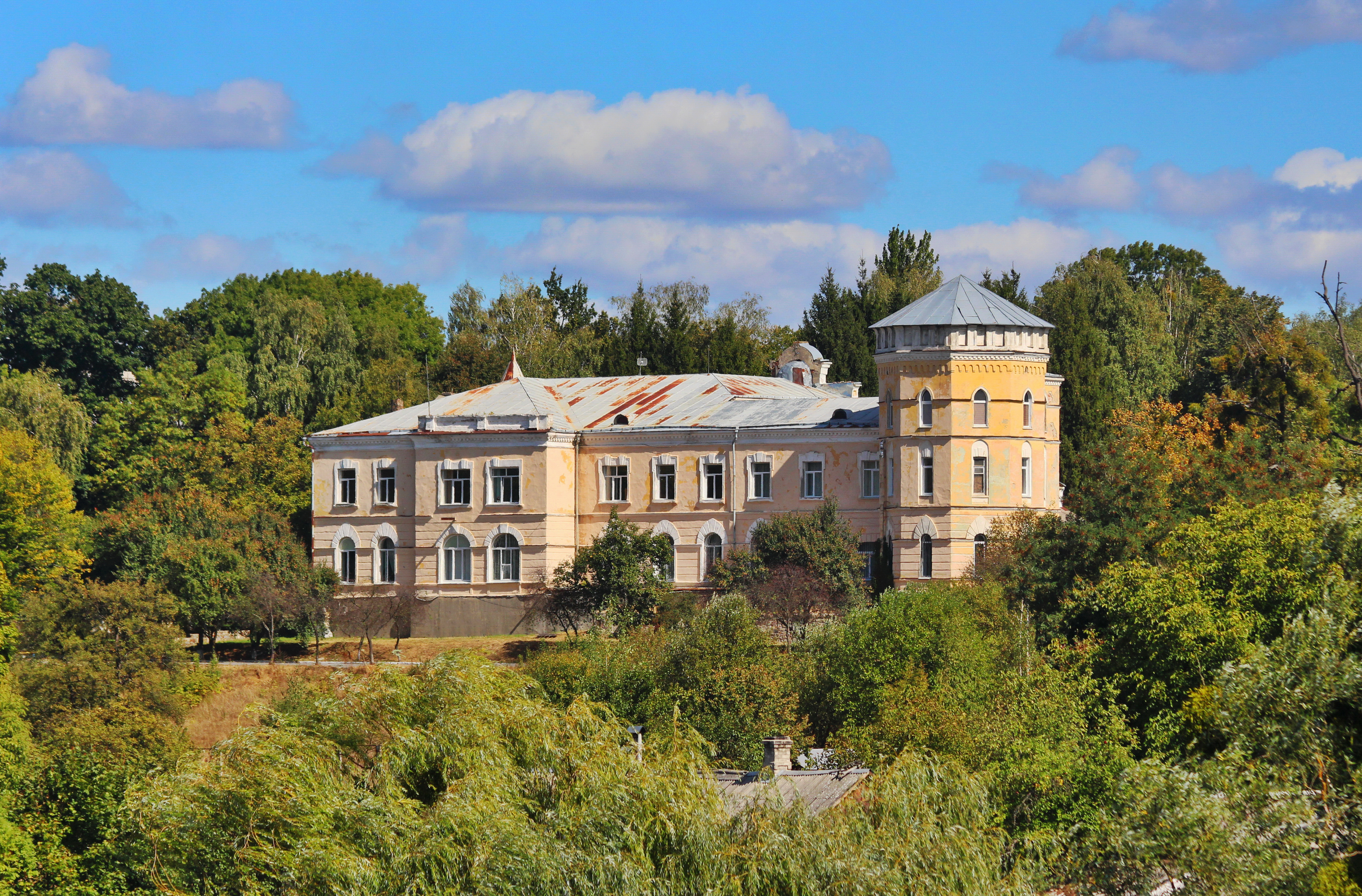
Palacio Mezentsev.
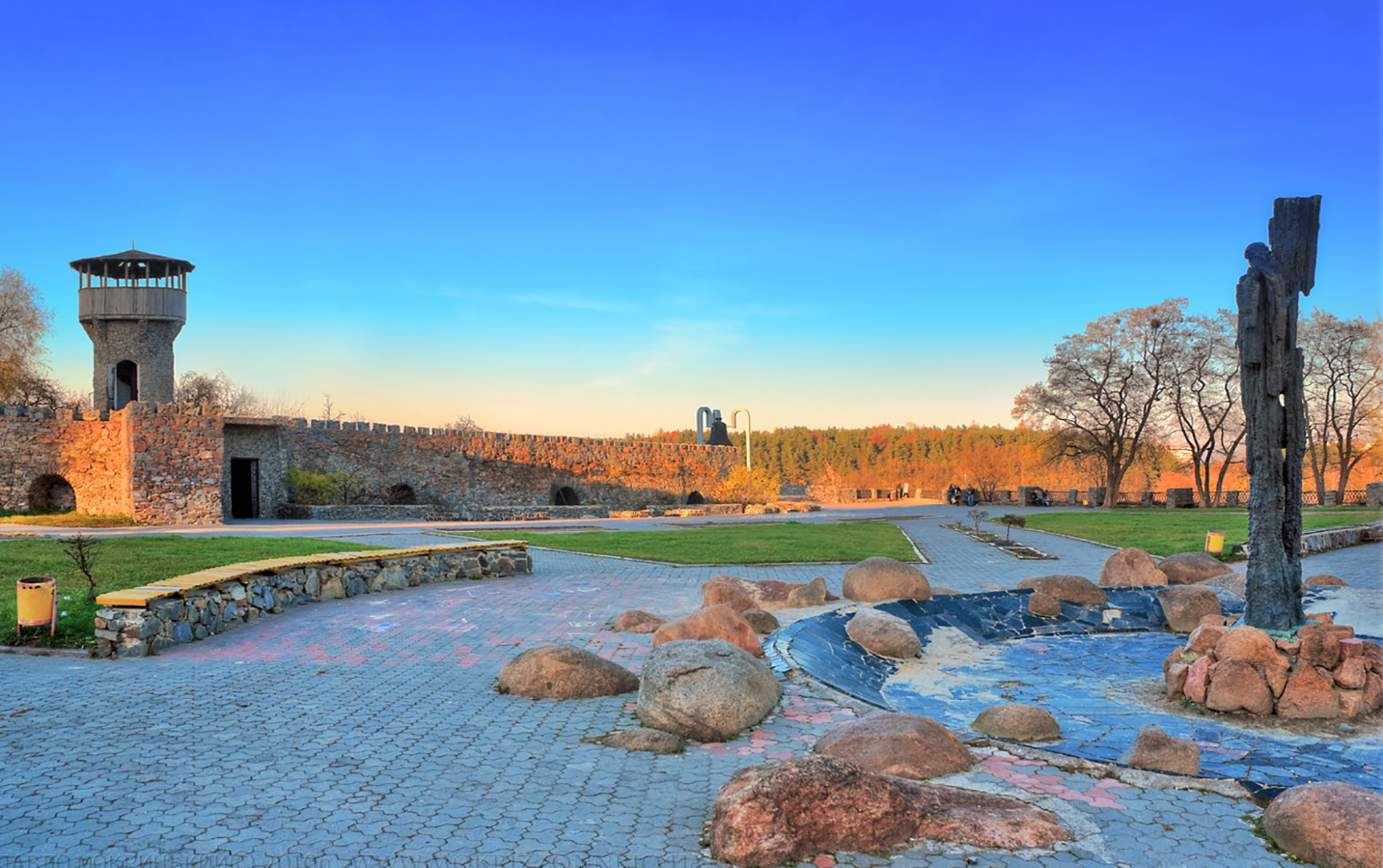
Fortaleza.
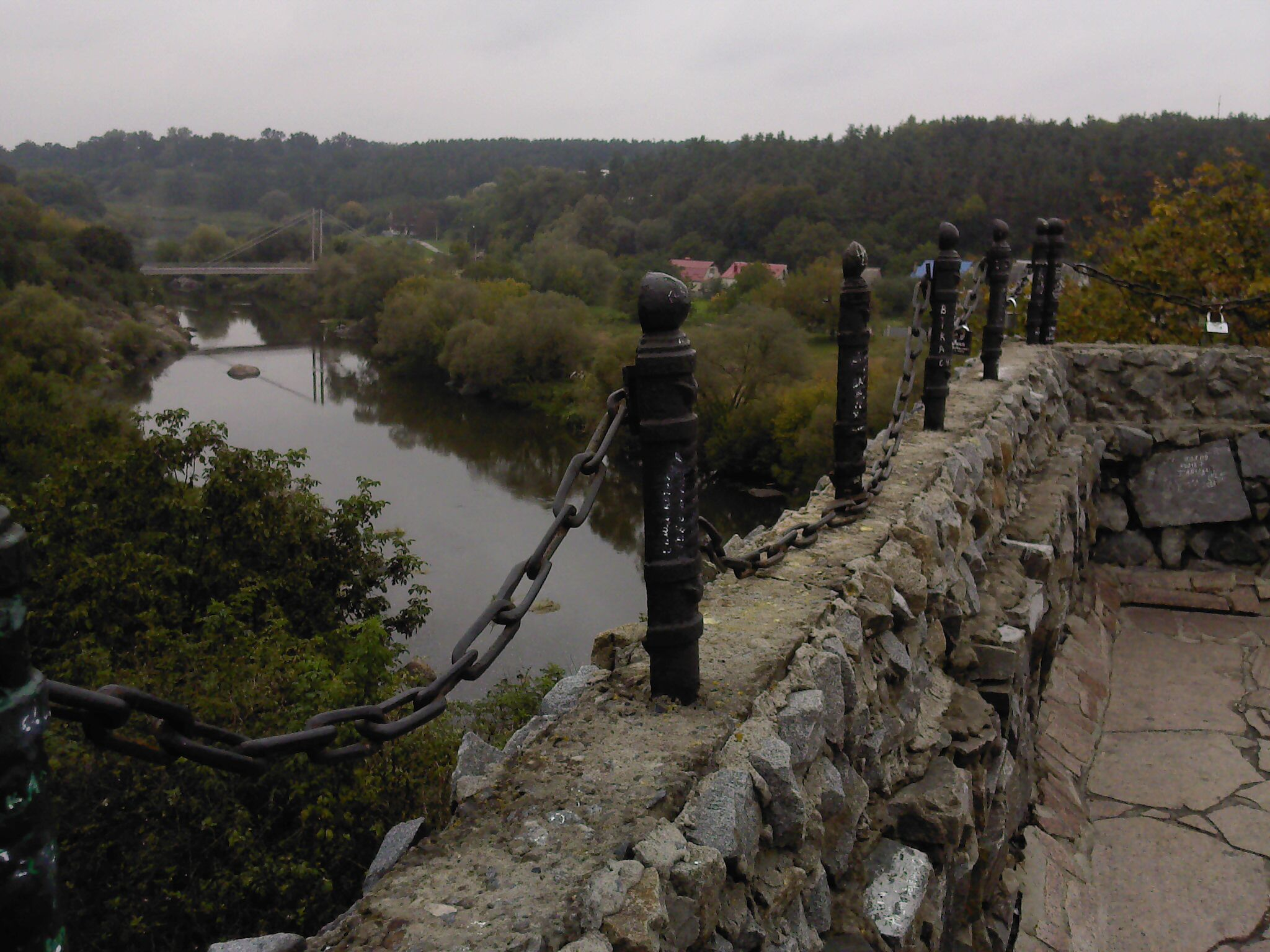
Fortaleza sobre el río Sluch.
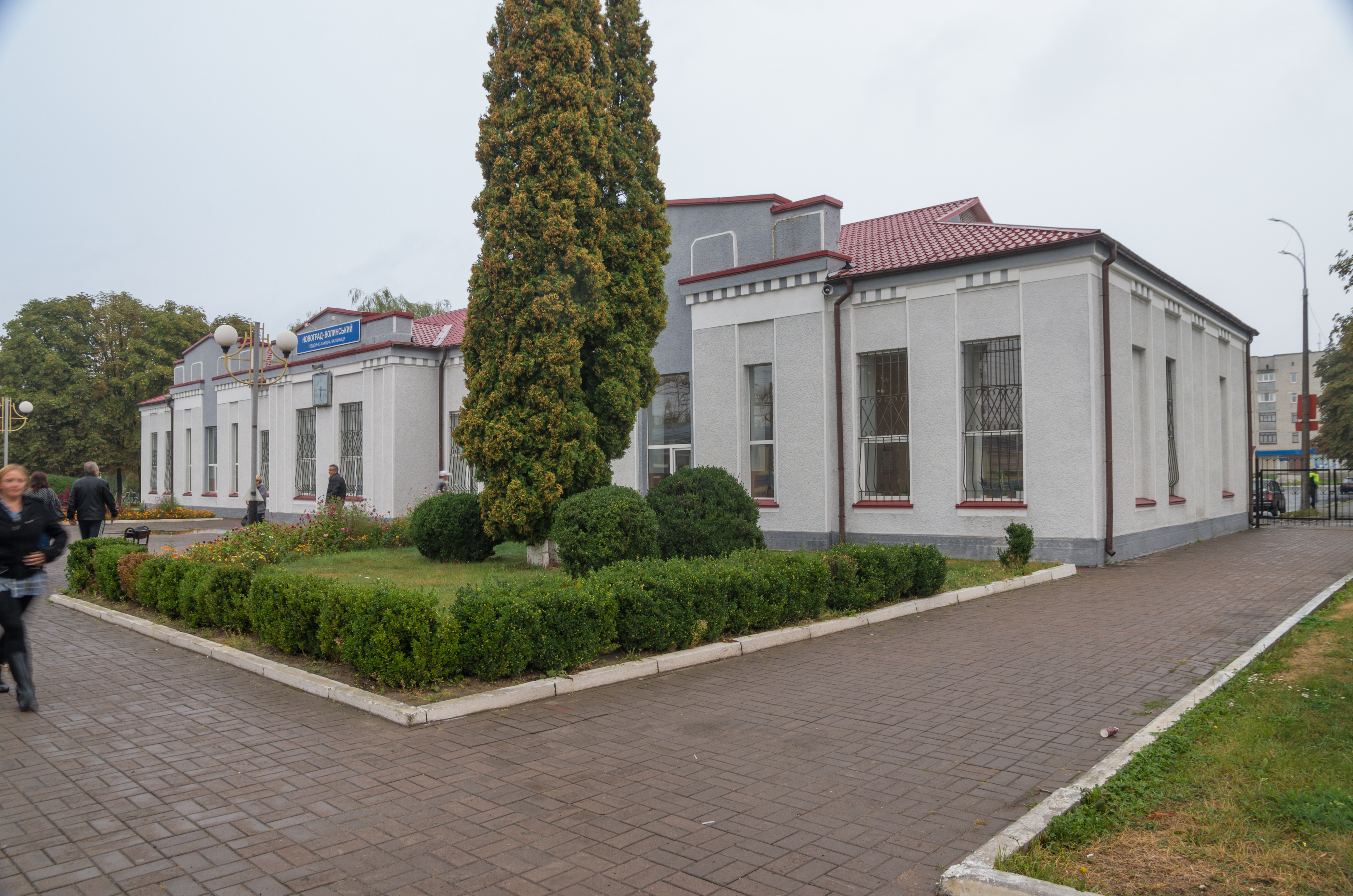
Estación de ferrocarril.